# Maria Sanz
María Sanz (nascuda a Sevilla, 8 de gener de 1956) és una escriptora i poetessa espanyola. Va publicar el seu primer poemari l'any 1981, Tierra difícil, al qual han succeït més d'una trentena d'obres.
Els seus versos han estat recollits en diverses antologies, com l'Antologia de la Poesia Femenina de España en el Siglo XX (Universitat de Pequín, 2001), Poesia Sevillana 1950-1990, Los Cuarenta Principales, Ellas tienen la palabra (Hiperión, 1997), etc., i la seva obra ha estat traduïda al polonès, anglès, francès, portuguès, romanès, xinès i braille.
La seva obra ha estat objecte de diversos estudis, entre ells: La subjetividad desde lo otro en la poesía de María Sanz, María Victoria Atencia y Clara Janés, per Sharon Keefe Ugalde.
Entre els nombrosos premis que ha rebut es troben els següents: Premi Searus de Poesia, Premi de Poesia Manuel Alcántara, Premi Carmen Conde, Tiflos, Leonor, Càceres, Premi José de Espronceda, Premi Ateneo Jovellanos, Ciutat de Badajoz, Miguel Labordeta, Ciutat de Torrevieja, València, Blas d'Otero, Premio Hermanos Machado, Vicente Núñez, Rafael Morales, Premi Otoño, etc.

## Poesia
- Tierra difícil (1981).
- Variaciones en vísperas de olvido (1984).
- Cenáculo vinciano y otros escorzos (1985).
- Aquí quema la niebla (1986).
- Contemplaciones (1988).
- Jardines de Murillo (1989).
- Trasluz (1989).
- Aves de paso (1991).
- Los aparecidos (1991).
- Pétalo impar (1991). Antología de su obra, 1981-1991.
- Vivir por dentro (1992).
- Desde noviembre (1992).
- Paseo de los magnolios (1995).
- Tanto vales (1996).
- A cierta altura (1998).
- Domus áurea (1999).
- Tu lumbre ajena (2001).
- Dos lentas soledades (2002).
- Un resplandor cercano (2002). Antología de su obra.
- Tempo de vuelo sostenido (2004).
- Mínimo sol de invierno (2006).
- Voz mediante (2006).
- Lance sonoro (2006).
- Luna de capricornio (2007). Antología de su obra.
- Lienzos de cal (2008).
- Hypnos en la ventana (2009).
- Los cielos tardíos (2009).
- Los pulsos cardinales (2010).
- Retablo de cenizas (2011).
- Danaide (2012).
- La paz del abandono (2014).
- Oboe d'amore (2015).
- El primer reino (2015).

## Prosa
- 1989, Las mujeres de don Juan
- 2010, La luz no usada
- 2011, Jardines de Murillo (nueva versión en prosa)
- 2012, Sorianos en Sevilla